# Filomena (dziewica)
Święta Filomena (ur. ok. 10 stycznia 289, zm. ok. 10 sierpnia 302) – męczennica chrześcijańska, święta Kościoła katolickiego, ujęta w kalendarzu liturgicznym do 1961.

## Odkrycie grobu

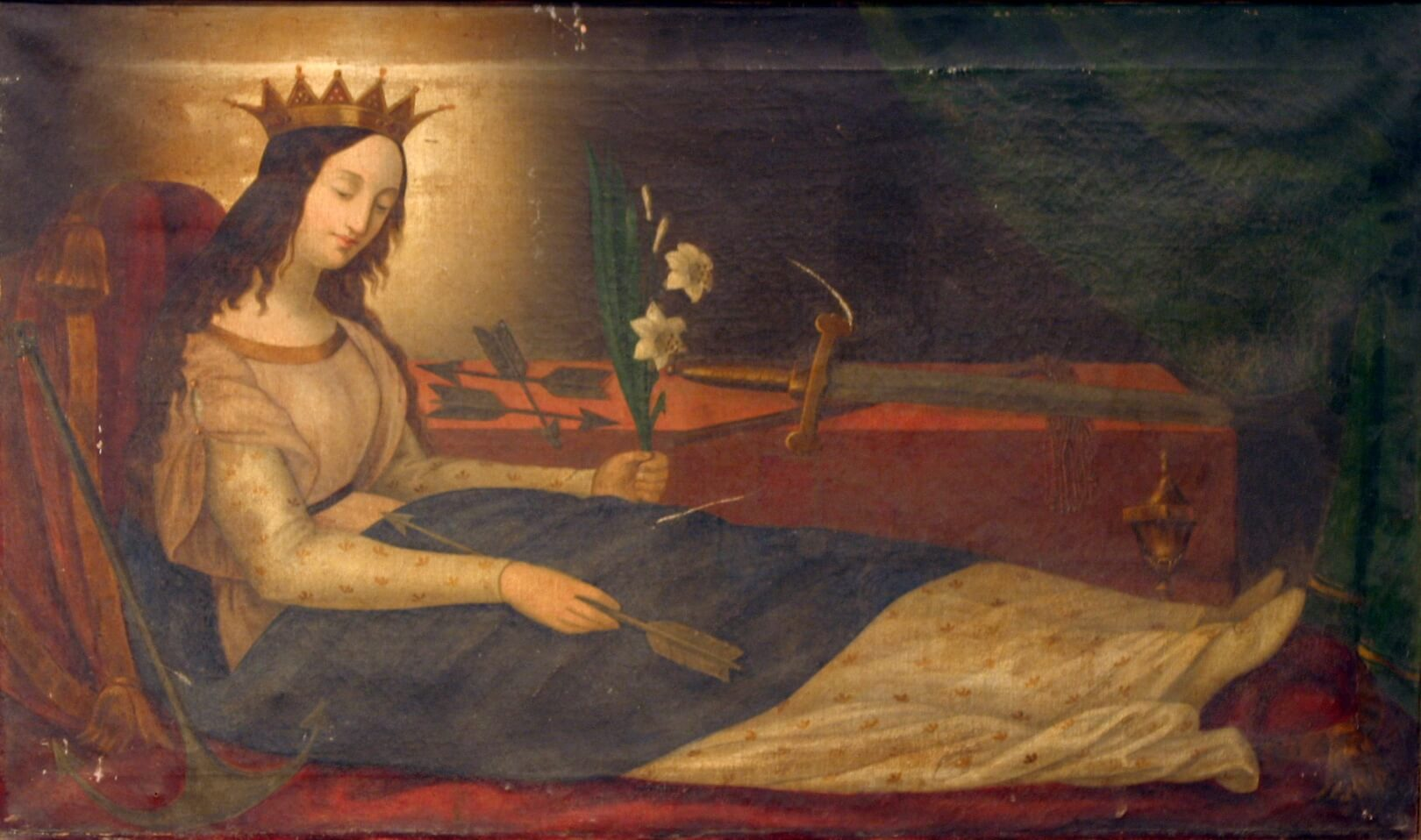
Zamęczone ciało świętej Filomeny w grobie - obraz olejny, XIX wiek

24 maja 1802 roku, w katakumbach św. Pryscylli przy Via Salaria Nova odkryto grobowiec ze szczątkami młodej dziewczyny. Na grobowcu widniał napis LUMENA PAXTE CUM FI, co po poprawnym ułożeniu (płyty z napisami zostały ułożone naprędce lub przez osobę nieznającą łaciny) daje PAX TECUM FILUMENA, czyli „Pokój tobie, Filomeno”. Na grobowcu wyryte były ponadto: kotwica, dwie strzały, włócznia, gałązka palmy i kwiat lilii, symbolizujące śmierć przez utopienie, męczeństwo, palmę zwycięstwa i symbol dziewictwa.

## Kult

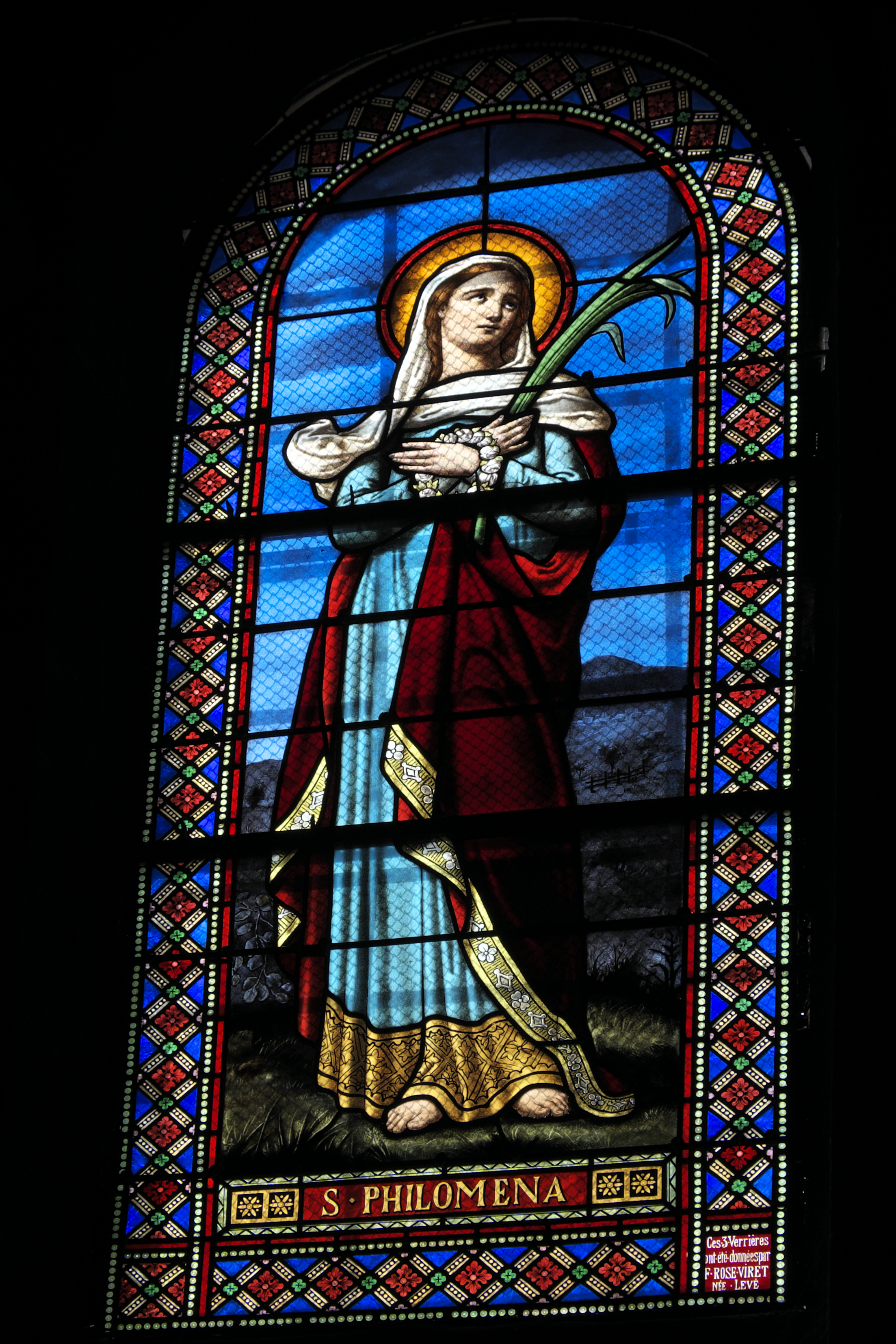
Witraż z wizerunkiem świętej Filomeny w bazylice św. Julii w Brioude

Wszystkie poszlaki archeologiczne wskazywały na to, że grobowiec zawierał szczątki młodej wczesnochrześcijańskiej męczennicy o imieniu Filomena, o której jednak nic więcej nie wiedziano. 
Szczątki Filomeny przeniesiono do Kustodii Świętych Relikwii. Tam leżały zapomniane do 1805 roku, kiedy to otrzymał je Franciszek Lucia, misjonarz z Mugnano. W Mugnano, w obecności tych relikwii zaczęły się dziać liczne cuda (m.in. uzdrowienia). Spowodowało to wzrost zainteresowania relikwiami, a z czasem rozwój kultu.
Papież Leon XII zezwolił na wzniesienie ołtarzy i kościołów na jej cześć. Papież Grzegorz XVI, 30 stycznia 1837 roku, uroczyście wyniósł Filomenę na ołtarze, nadając pełne prawa jej kultowi w całym katolickim świecie po wszystkie czasy, a dzień jej wspomnienia wyznaczono na 11 sierpnia. Papież Pius IX nadał jej tytuł: „Patronka Dzieci Maryi”. Papież Leon XIII podniósł Bractwo Świętej Filomeny do rangi Arcybractwa i zatwierdził „sznur Świętej Filomeny”, nadając specjalne przywileje i odpusty wszystkim, którzy go noszą. Papież Pius X podniósł Arcybractwo Świętej Filomeny do rangi Powszechnego Arcybractwa i mianował świętego Jana Vianneya jego patronem. W 1912 r. papież św. Pius X zatwierdził wezwanie: „Święta Filomeno, Patronko Dzieci Maryi, módl się za nami!”.

Wśród czcicieli świętej Filomeny był święty Jan Maria Vianney, zwany proboszczem z Ars, który przyczynił się do rozpropagowania jej kultu we Francji. Przypisywał jej cuda, które inni przypisywali jemu: 

Ja cudów nie czynię! Jestem tylko biednym nieukiem, co pasał owce!... Zwróćcie się do świętej Filomeny. Ilekroć prosiłem o co Boga przez jej przyczynę, zawsze byłem wysłuchany.

Błogosławiona Paulina Jaricot, założycielka stowarzyszenia Żywego Różańca, uzdrowiona za wstawiennictwem św. Filomeny, powiedziała: 

Słyszałam jak demony mówiły podczas egzorcyzmu: „Dziewica i Męczennica, święta Filomena, jest naszym przeklętym wrogiem. Nabożeństwo do niej jest nową straszną bronią przeciw piekłu”.

## Żywot świętej

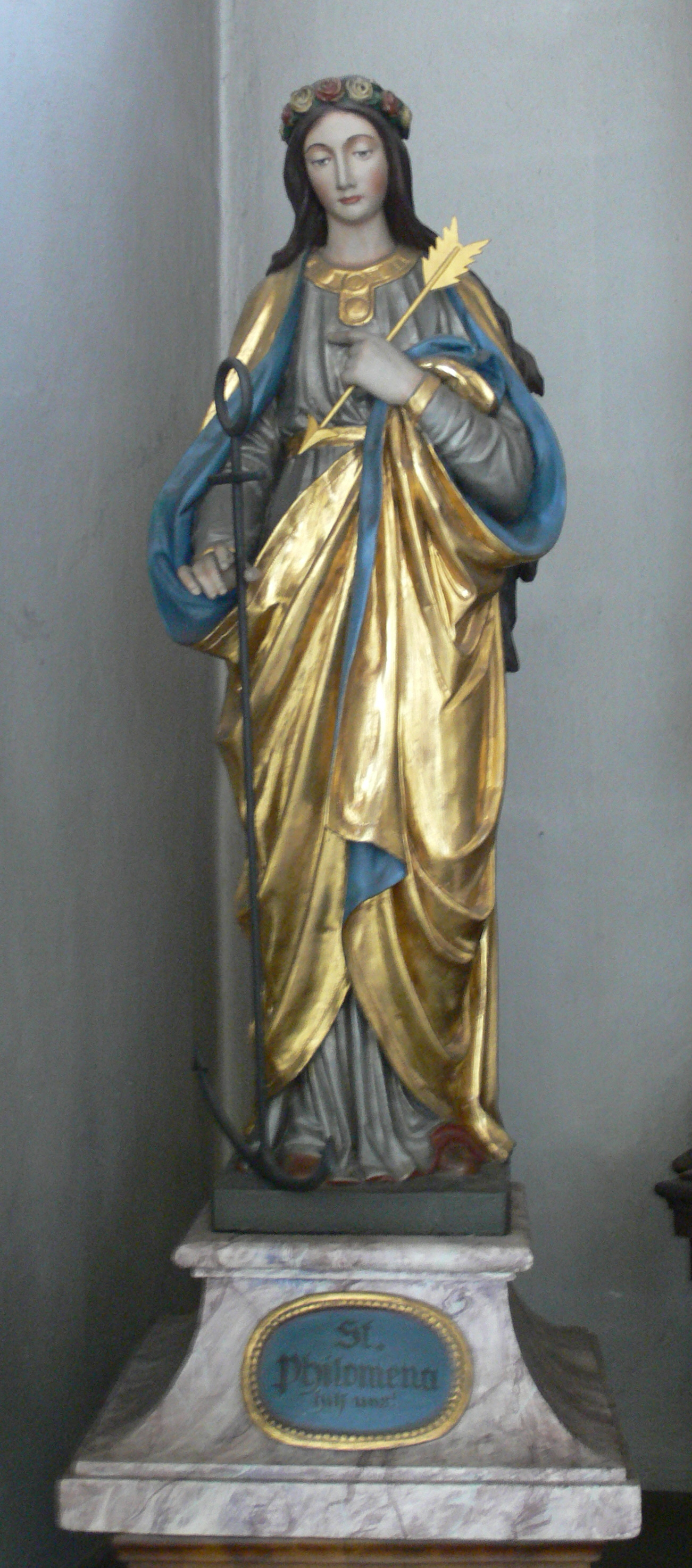
Rzeźba świętej Filomeny w Bambergu

Nie zachowały się żadne relacje ani dokumenty, z których można by było odtworzyć żywot świętej. W 1805 roku Filomena ukazać się miała włoskiej zakonnicy  Marii Luizie od Jezusa. Według jej relacji podczas modlitwy dziękczynnej po Komunii św., oczy jej się zamknęły i nie mogła ich znowu otworzyć. Wtedy usłyszała miły głos Filomeny, wydobywający się od jej posągu. Głos ten opisał jej żywot i męczeńską śmierć. Dzieje Filomeny, jej życie i męczeństwo zostały spisane i zatwierdzone przez Stolicę Apostolską 21 grudnia 1833, z kolei Mszę Świętą i nabożeństwo ku Jej czci zatwierdzono w 1854.

### Żywot
Filomena urodziła się za czasów panowania rzymskiego cesarza Dioklecjana, tyrana i prześladowcy chrześcijan. Pochodziła z greckiej rodziny arystokratycznej; jej rodzice, Kalistos i Eutropiau, mieszkali w Nikopolis w Macedonii. Ojciec był zarządcą prowincji. Małżonkowie przez wiele lat nie mogli mieć dzieci. W intencji posiadania dziecka wiele modlili się do pogańskich bogów, których wyznawali, jednak bezskutecznie. Ich lekarz, chrześcijanin, zasugerował, żeby modlili się do chrześcijańskiego Boga. Dopiero ta modlitwa okazała się skuteczna.
Córka na chrzcie otrzymała imię Filomena, co oznacza córka Światła, a jej rodzice przyjęli chrzest tego samego dnia. Filomena, jako dziecko, złożyła Jezusowi ślub dziewictwa i wierności. Cesarz postanowił zniewolić 13-letnią Filomenę, lecz ani propozycja bogactwa, ani namowa rodziców, ani groźba męczeńskiej śmierci nie zmieniła decyzji Filomeny, która powiedziała: lepiej jest stracić życie na ziemi, by osiągnąć wiekuiste szczęście, niż uniknąć śmierci doczesnej i zasłużyć na wiekuistą karę. Pozostanę wierna Jezusowi nawet za cenę mojego życia!
Po 40-dniowym więzieniu, skazano ją na śmierć męczeńską. Mając 13 lat, została ubiczowana i cudownie uzdrowiona, została utopiona z kotwicą u szyi w wodach Tybru, po czym znowu ocalona. Kilkakrotnie przeszyta gradem strzał przez oddział łuczników – ponownie uzdrowiona. Ostatecznie ścięto ją katowskim toporem 10 sierpnia 302 w piątek o godz. „trzeciej”.

## Dzień obchodów
Wspomnienie liturgiczne obchodzono oficjalne 11 sierpnia do 1961, kiedy to Instrukcja Świętej Kongregacji Obrzędów o rewizji kalendarzy partykularnych oraz Propriów Oficjów i Mszy zgodnie z zasadami i intencją Kodeksu Rubryk, promulgowanego rok wcześniej w Motu Proprio Rubricarum instructum przez św. Jana XXIII, nakazano usunięcie jej wspomnienia z kalendarza liturgicznego (łac. Festum... S. Philomenae... a quolibet calendario expungatur).
Wykreślenie świętego z kalendarza liturgicznego nie oznacza pozbawienia świętego świętości, „bowiem, kto raz został uznany za świętego i wpisany do Martyrologium, pozostaje świętym na zawsze, chociażby wypisano go ze wszystkich kalendarzy liturgicznych na całym świecie”.

## Patronat

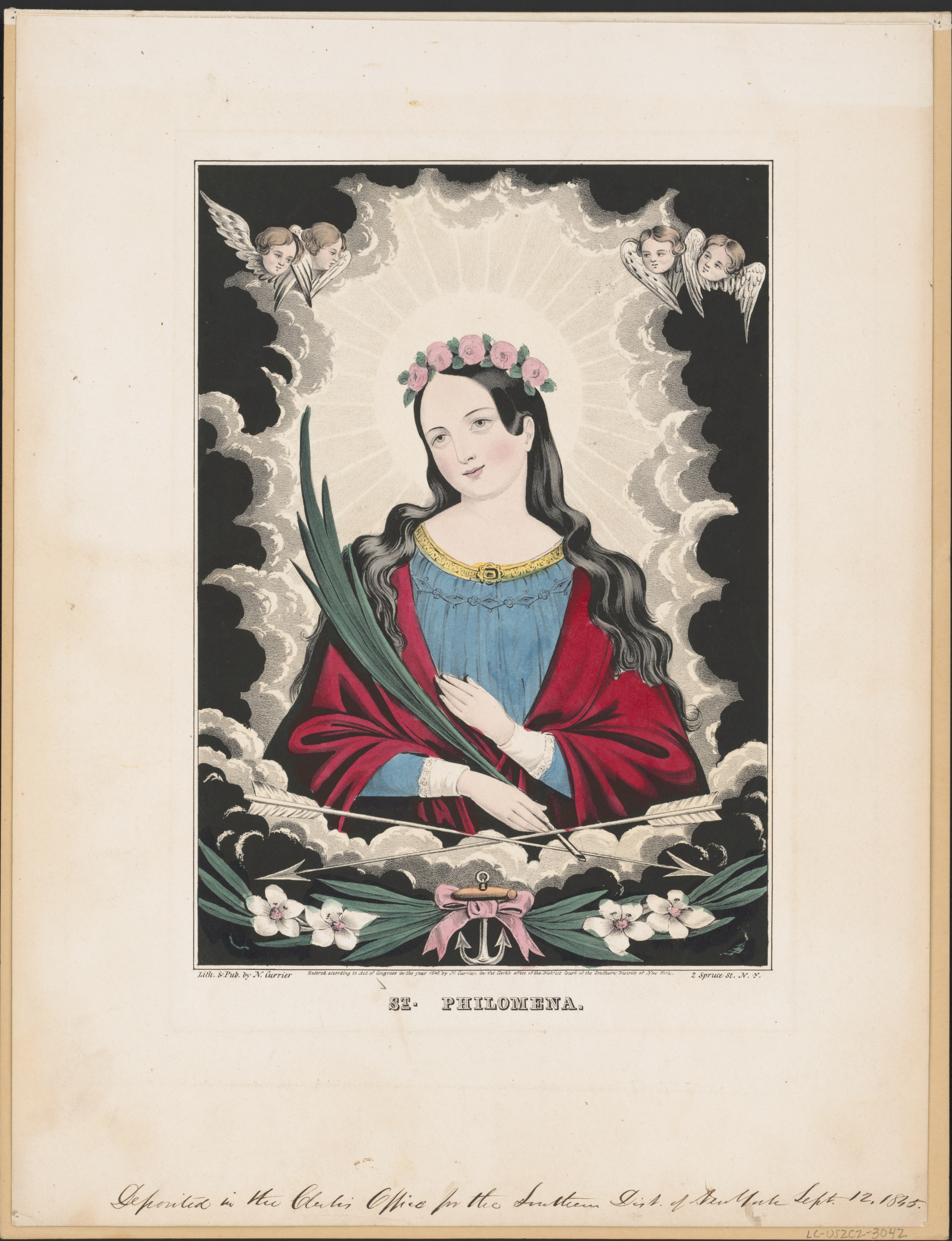
Wizerunek świętej Filomeny z tradycyjnymi atrybutami

Św. Filomena jest m.in. patronką Żywego Różańca, drugą patronką Królestwa Neapolu, szczęśliwych narodzin dzieci, matek i dzieci, ludzi interesu i w potrzebach finansowych, zdających egzaminy, szkół i konwentów, zakonników, misji i nawróceń, czystości, spokojnej i szczęśliwej śmierci oraz katakumb.

## Kult w Polsce
Współczesne parafie i kościoły

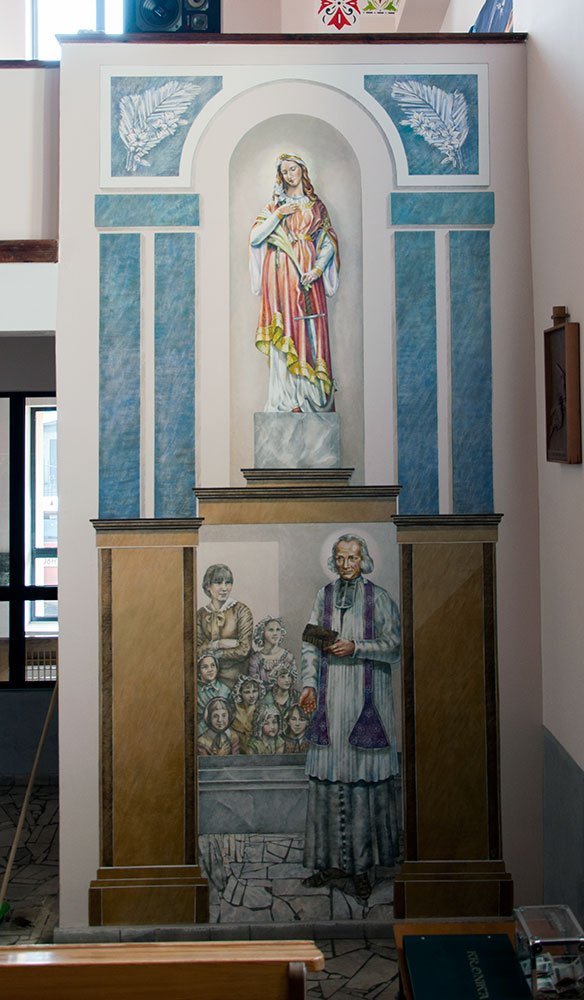
Święta Filomena w sanktuarium Świętego Jana Marii Vianney'a w Mzykach

- sanktuarium św. Filomeny w Gniechowicach koło Wrocławia – ustanowione 10 sierpnia 2019 przez Metropolitę Wrocławskiego abp Józefa Kupnego;
- kościół oraz parafia św. Filomeny w Gniechowicach[7],
- kaplica św. Filomeny w Kobyłce (wystawiona przez Wincentego Matuszewskiego w 1837)[8];
- sanktuarium św. Jana Marii Vianney'a w Mzykach – fresk przedstawiający Świętą Filomenę autorstwa Marty Powązki z 2014[9].

Święta Filomena przedstawiona jest na 10 wizerunkach, a w Chrząstawie Wielkiej, w polu środkowym ołtarza bocznego znajduje się jej obraz z XIX wieku.
Nieistniejące
W 1914 roku wezwanie jej nosił jeszcze jeden kościół, a w XX wieku w Tarnowie otworzono dom dla pielęgnowania nieuleczalnie chorych z inicjatywy Towarzystwa św. Filomeny dla Pielęgnowania Nieuleczalnie Chorych.